# Републиканци (Француска)
Републиканци (француски: Les Républicains; LR) су либерално-конзервативна политичка партија десног центра у Француској, која припада голистичкој традицији. Странка је формирана 30. маја 2015. године преименовањем и поновним оснивањем Уније за народни покрет (УМП), која је основана 2002. године под вођством тадашњег председника Француске Жака Ширака.
ЛР, као и раније УМП, некада је била једна од две главне политичке странке у Француској Петој републици заједно са Социјалистичком партијом (ПС) левог центра, а након парламентарних избора 2017., ЛР остаје друга највећа странка у Француској. Народна скупштина, иза У Напред председника Макрона!. ЛР је члан Европске народне партије, Центристичке демократске интернационале и Међународне демократске уније.